# ألبرت براشاو
ألبرت براشاو هو سياسي كندي، ولد في 18 ديسمبر 1882 في Perth South, Ontario ‏ في كندا، وتوفي في 6 يناير 1956. نشط حزبياً في الحزب الكندي التقدمي المحافظ. وقد انتخب عضو مجلس العموم الكندي.